# تمی توبوسون
تمی توبوسون (انگلیسی: Temie Giwa-Tubosun; دسامبر ۱۹۸۵ – ) کار افرین اهل نیجریه بود.
وی همچنین برندهٔ جوایزی همچون ۱۰۰ زن بی‌بی‌سی شده‌است.